# Basilia (djur)
För andra betydelser, se Basilia.
Basilia är ett släkte av tvåvingar. Enligt Catalogue of Life ingår Basilia i familjen lusflugor, men enligt Dyntaxa är tillhörigheten istället familjen fladdermusflugor.

## Dottertaxa tillBasilia, i alfabetisk ordning[1][2]
- Basilia aequisetosa
- Basilia afghanica
- Basilia aitkeni
- Basilia amiculata
- Basilia anceps
- Basilia andersoni
- Basilia anomala
- Basilia ansifera
- Basilia antrozoi
- Basilia astochia
- Basilia barbarae
- Basilia bathybothyra
- Basilia bellardi
- Basilia benkingi
- Basilia bequaerti
- Basilia blainvillii
- Basilia boardmani
- Basilia borneensis
- Basilia bouvieri
- Basilia brevicauda
- Basilia brevipes
- Basilia burmensis
- Basilia burrelli
- Basilia carteri
- Basilia chlamydophora
- Basilia constricta
- Basilia corynorhini
- Basilia costaricensis
- Basilia cubana
- Basilia currani
- Basilia daganiae
- Basilia dispar
- Basilia dubia
- Basilia dunni
- Basilia echinata
- Basilia eileenae
- Basilia endoi
- Basilia falcozi
- Basilia ferrisi
- Basilia ferruginea
- Basilia flava
- Basilia fletcheri
- Basilia forcipata
- Basilia glabra
- Basilia guimaraesi
- Basilia halei
- Basilia hamsmithi
- Basilia handleyi
- Basilia hispida
- Basilia hughscotti
- Basilia hystrix
- Basilia indivisa
- Basilia insularis
- Basilia italica
- Basilia japonica
- Basilia jellisoni
- Basilia juquiensis
- Basilia kerivoulae
- Basilia limbella
- Basilia lindolphoi
- Basilia longispinosa
- Basilia louwerensi
- Basilia madagascarensis
- Basilia magnoculus
- Basilia major
- Basilia majuscula
- Basilia manu
- Basilia mediterranea
- Basilia meridionalis
- Basilia mimoni
- Basilia mirandaribeiroi
- Basilia mongolensis
- Basilia monocula
- Basilia multispinosa
- Basilia musgravei
- Basilia myotis
- Basilia nana
- Basilia natterei
- Basilia neamericana
- Basilia nodulata
- Basilia nudior
- Basilia ortizi
- Basilia peali
- Basilia pectinata
- Basilia peruvia
- Basilia peselefantis
- Basilia pizonychus
- Basilia plaumanni
- Basilia producta
- Basilia pudibunda
- Basilia pumila
- Basilia punctata
- Basilia quadrosae
- Basilia robusta
- Basilia rondanii
- Basilia roylii
- Basilia rugosa
- Basilia ruiae
- Basilia rybini
- Basilia saccata
- Basilia seminuda
- Basilia sierraleonae
- Basilia silvae
- Basilia speiseri
- Basilia tarda
- Basilia techna
- Basilia tenuispina
- Basilia tiptoni
- Basilia transversa
- Basilia traubi
- Basilia travassosi
- Basilia triseriata
- Basilia troughtoni
- Basilia truncata
- Basilia truncatiformis
- Basilia tuttlei
- Basilia typhlops
- Basilia wenzeli
- Basilia victorianyanzae